# Publius Septimius Paterculus
Publius Septimius Paterculus (vollständige Namensform Publius Septimius Publi filius Tromentina Paterculus) war ein im 2. Jahrhundert n. Chr. lebender Angehöriger des römischen Ritterstandes (Eques).
Durch eine Inschrift, die in Aesernia gefunden wurde, ist die militärische Laufbahn (siehe Tres militiae) von Paterculus bekannt. Er war zunächst Kommandeur (Präfekt) einer Cohors [] Hispanorum, die in der Provinz Cappadocia stationiert war. Im Anschluss übernahm er als Präfekt die Leitung einer Cohors I Pannoniorum, die in der Provinz Britannia stationiert war.
Paterculus war in der Tribus Tromentina eingeschrieben.

## Cohors [] Hispanorum
In der Provinz Cappadocia waren eine Cohors I Hispanorum und eine Cohors II Hispanorum stationiert. Die Lesung der Epigraphik-Datenbank Clauss-Slaby (EDCS) ist coh(ortis) [II(?)] Hispanor(um). Margaret M. Roxan, John Spaul und Michael Alexander Speidel ordnen Paterculus der Cohors II Hispanorum zu.

## Cohors I Pannoniorum
Es gab mehrere Einheiten mit dieser Bezeichnung (siehe Cohors I Pannoniorum). In der Provinz Britannia ist eine Cohors I Pannoniorum nur durch diese Inschrift nachgewiesen.

## Datierung
Bei der EDCS wird die Inschrift auf 117/150 datiert.